# Melanie Krohnen
Melanie Krohnen (* 30. Dezember 1986) ist eine ehemalige deutsche Fußballspielerin. 

## Karriere
Krohnen bestritt vom 30. März 2003 bis 13. Mai 2018 Punktspiele für drei Mannschaften aus Nordrhein-Westfalen in vier Spielklassen.
Für den Bundesligisten FCR 2001 Duisburg bestritt sie 25 Punktspiele, in denen sie drei Tore erzielte. Ihr Bundesligadebüt gab sie am 14. Spieltag beim 1:0-Sieg im Heimspiel gegen den FSV Frankfurt mit Einwechslung für Mirja Kothe zur zweiten Halbzeit. Ihr erstes Tor im Seniorenbereich erzielte sie am 17. August 2003 (1. Spieltag) beim 3:2-Sieg im Heimspiel gegen den FFC Brauweiler mit dem Treffer zum 3:1 in der 40. Minute. Ihr größter sportlicher Erfolg als Spielerin war das Erreichen des Finales um den Vereinspokal. Bei der am 31. Mai 2003 im Olympiastadion Berlin vor 30.000 Zuschauern ausgetragenen Begegnung mit dem 1. FFC Frankfurt, der das Spiel mit 1:0 für sich entschied, wurde sie in der 86. Minute für Jennifer Oster eingewechselt.
Die Saison 2008/09 bestritt sie für Borussia Mönchengladbach noch in der viertklassigen Niederrheinliga, danach zwei Saisons in der Regionalliga West und anschließend eine in der Gruppe Süd der seinerzeit zweigleisigen Bundesliga. Des Weiteren kam sie in fünf Spielen des Wettbewerbs um den Vereinspokal zum Einsatz.
Mit Saisonbeginn 2013/14 bis zum Abstieg am Saisonende 2017/18 spielte sie für den GSV Moers in der Regionalliga West; nach 118 Punktspielen, in denen sie als Mittelfeldspielerin fünf Tore erzielte, beendete sie 31-jährig ihre Spielerkarriere.

## Erfolge
- DFB-Pokal-Finalist 2003 (mit dem FCR 2001 Duisburg)